# Sauga (rzeka)
Sauga (est. Sauga jõgi) – rzeka w zachodniej Estonii. Źródła znajdują się na południe od wsi Lokuta, Kehtna. Wpada do rzeki Parnawa w bezpośrednim jej ujściu do Zatoki Parnawskiej. Ma długość 78,4 km i powierzchnię dorzecza 576,5 km².